# Blastothrix erythrostetha
Blastothrix erythrostetha är en stekelart som först beskrevs av Walker 1847.  Blastothrix erythrostetha ingår i släktet Blastothrix och familjen sköldlussteklar. Inga underarter finns listade.